# Liste de films ivoiriens
Ci-dessous une liste des films produits par le cinéma ivoirien. Cette liste, qui ne prétend pas à l'exhaustivité (même si les films recensés ici représentent la majorité de la production globale ivoirienne), classe les films par ordre chronologique.

## 1964-69
| Année | Titre                         | Réalisateur    | Genre | Durée      | Notes                                                                           |
| ----- | ----------------------------- | -------------- | ----- | ---------- | ------------------------------------------------------------------------------- |
| 1964  | Sur la Dune de la Solitude    | Timité Bassori |       |            | le premier court métrage ivoirien                                               |
| 1964  | Korogo                        |                |       |            |                                                                                 |
| 1965  | Le Sixième Sillon             | Timité Bassori |       |            | Documentaire                                                                    |
| 1968  | Concerto pour un exil         | Désiré Écaré   |       | 42 minutes | moyen-métrage en noir et blanc première consécration cinématographique ivoirien |
| 1969  | La Femme au couteau           | Timité Bassori |       |            | film en noir et blanc                                                           |
| 1969  | Mouna ou le rêve d'un artiste | Henri Duparc   |       |            | court-métrage                                                                   |

## 1970-79
| Année | Titre                                                   | Réalisateur            | Genre              | Durée      | Notes                          |
| ----- | ------------------------------------------------------- | ---------------------- | ------------------ | ---------- | ------------------------------ |
| 1970  | À nous deux France                                      | Désiré Ecaré           | Comédie dramatique | 60 minutes | moyen-métrage en noir et blanc |
| 1971  | La Biche                                                | Roger Gnoan M'Bala     |                    |            |                                |
| 1972  | Abusuan                                                 | Henri Duparc           | comédie dramatique | 93 minutes |                                |
| 1972  | Amanie                                                  | Roger Gnoan M'Bala     |                    | 32 minutes | moyen-métrage en noir et blanc |
| 1972  | Le Cri du Muezzin                                       | N'dabian Etienne Vodio | Moyen -métrage     | 40 minutes | 16 mm, noir et blanc           |
| 1975  | Le Chapeau                                              | Roger Gnoan Mbala      |                    |            |                                |
| 1976  | La Victoire en chantant ou (Noirs et blancs en couleur) | Jean-Jacques Annaud    | comédie dramatique | 90 minutes |                                |
| 1976  | La Collégienne                                          | N'dabian Etienne Vodio | comédie dramatique | 45 minutes |                                |
| 1977  | L'Herbe sauvage                                         | Henri Duparc           | comédie dramatique | 76 minutes |                                |

## 1980-89
| Année | Titre                            | Réalisateur          | Genre              | Durée       | Notes |
| ----- | -------------------------------- | -------------------- | ------------------ | ----------- | --- |
| 1981  | Adja Tio : à cause de l'héritage | Jean-Louis Koula     |                    | 90 minutes  | |
| 1981  | Djéli, conte d'aujourd'hui       | Fadika Kramo Lanciné | comédie dramatique | 89 minutes  | 7e Fespaco, Ouagadougou * Grand prix (Étalon de Yennenga) * Prix de la critique Internationale * Prix de l’Office Catholique International du Cinéma (OCIC) |
| 1983  | Dalokan                          | Moussa Dosso         |                    | 90 minutes  | |
| 1983  | Petanqui (Le Droit à la vie)     | Yéo Kozoloa          | drame              |             | tiré du roman de Amadou Ousmane, 15 ans ça suffit |
| 1983  | L’homme d’ailleurs,              | Mory Traoré          | Comédie exotique   |             | Ce premier long métrage de Mory Traoré explore les thèmes du racisme ordinaire et de l'identité culturelle                                                  |
| 1984  | Comédie exotique                 | Kitia Touré          |                    |             | |
| 1985  | Ablakon                          | Roger Gnoan M'Bala   |                    | 90 minutes  | |
| 1985  | Visages de femmes                | Désiré Écaré         |                    | 105 minutes | |
| 1986  | Aya                              | Henri Duparc         | aventure           | 130 minutes | |
| 1986  | Black Mic Mac                    | Thomas Gilou         | comédie            | 87 minutes  | |
| 1987  | J'ai choisi de vivre             | Henri Duparc         |                    |             | |
| 1987  | Regard de fous                   | Wère-wère Liking     |                    |             | adapté de la pièce de théâtre Dieu Chose |
| 1987  | La Vie platinée                  | Claude Cadiou        |                    |             | |
| 1988  | Ada dans la jungle               | Gérard Zingg         |                    | 90 minutes  | |
| 1988  | Bal Poussière                    | Henri Duparc         |                    | 88 minutes  | |
| 1988  | Bouka                            | Roger Gnoan Mbala    | drame              |             | |
| 1988  | Les Guérisseurs                  | Sidiki Bakaba        |                    |             | |

## 1990-99
| Année | Titre                                        | Réalisateur                   | Genre           | Durée      | Notes                                                                                                |
| ----- | -------------------------------------------- | ----------------------------- | --------------- | ---------- | --- |
| 1990  | Le Sixième doigt                             | Henri Duparc                  |                 | 90 minutes | |
| 1993  | Au nom du Christ                             | Roger Gnoan M'Bala            | fiction         | 85 minutes | |
| 1994  | Rue princesse                                | Henri Duparc                  | comédie sociale | 88 minutes | |
| 1994  | Wariko, le gros lot                          | Fadika Kramo-Lanciné          |                 |            | |
| 1997  | Bouzié                                       | Jacques Trabi                 |                 |            | court-métrage                                                                                        |
| 1997  | Une Couleur Café                             | Henri Duparc                  |                 |            | |
| 1998  | Lunettes noires                              | Owell Brown                   |                 |            | |
| 1998  | Nadro                                        | Ivana Massetti                | Documentaire    |            | Docu-fiction sur l'artiste ivoirien Frédéric Bruly Bouabré, alias Cheik Nadro (ou simplement Nadro). |
| 1998  | Woubi Chéri                                  | Laurent Bocahut Philip Brooks | documentaire    |            | |
| 1999  | Ngolo di papa                                | Fatoumata Coulibaly           |                 |            | |
| 1999  | La Jumelle                                   | Lacina Diaby                  |                 |            | |
| 1999  | Trois fables à l'usage des blancs en Afrique | Claude Gnakouri Luis Marquès  |                 |            | court métrage                                                                                        |

## 2000-09
| Année | Titre                                   | Réalisateur        | Genre              | Durée      | Notes         |
| ----- | --------------------------------------- | ------------------ | ------------------ | ---------- | ------------- |
| 2000  | Den'Ko Affaires d'enfant                | Kitia Touré        | moyen -métrage     |            |               |
| 2000  | Adanggaman                              | Roger GnoanM'Bala  |                    |            |               |
| 2000  | Bronx-Barbès                            |                    |                    |            |               |
| 2000  | Je m'appelle Fargass                    | Henri Duparc       |                    | 52 minutes | moyen-métrage |
| 2001  | Moussa le taximan                       | Henri Duparc       |                    |            |               |
| 2001  | Les trois bracelets,                    | Yeo Kozoloa        | drame              | 70 minutes |               |
| 2002  | Djaatala                                | Dorris Haron       |                    |            |               |
| 2002  | Roues libres                            |                    |                    |            |               |
| 2003  | Le Pari de l'amour                      | Didier Aufort      | comédie            | 97 minutes |               |
| 2005  | Caramel ou le destin contrarié          | Henri Duparc       | comédie dramatique | 88 minutes |               |
| 2005  | Les mariés du net                       |                    |                    |            |               |
| 2006  | Les Oiseaux du ciel                     |                    |                    |            |               |
| 2007  | Les Bijoux du sergent Digbeu            | Alex Quassy        |                    |            |               |
| 2007  | Danger permanent                        | Pierre Laba        |                    |            |               |
| 2007  | Un homme pour deux sœurs                | Marie Louise Asseu |                    |            |               |
| 2007  | Le Virus                                | Koné Sombaga       |                    |            |               |
| 2008  | Le choix de Mariane                     |                    |                    |            |               |
| 2008  | La cour commune                         |                    |                    |            |               |
| 2008  | Les Dragueurs                           |                    |                    |            |               |
| 2008  | Une famille sans scrupules              |                    |                    |            |               |
| 2008  | Invités surprises                       |                    |                    |            |               |
| 2008  | L'Escroc                                |                    |                    |            |               |
| 2008  | Marco et Clara                          |                    |                    |            |               |
| 2008  | Pardon ! je t'aime                      |                    |                    |            |               |
| 2008  | Mon père a pris ma femme                |                    |                    |            |               |
| 2008  | Trio de Choc - Scandale dans la famille |                    |                    |            |               |

## 2010-19
| Année | Titre                                   | Réalisateur                        | Genre                         | Durée       | Notes |
| ----- | --------------------------------------- | ---------------------------------- | ----------------------------- | ----------- | ----- |
| 2010  | Le Djassa a pris feu                    | Lonesome Solo                      | action, policier, drame       | 70 minutes  |       |
| 2010  | Illusion Perdue                         |                                    |                               |             |       |
| 2010  | Résidence du bonheur                    |                                    |                               |             |       |
| 2011  | Le Mec Idéal                            | Owell Brown                        | comédie                       | 105 minutes |       |
| 2013  | Aya de Yopougon                         | Marguerite Abouet Clément Oubrerie | animation, comédie dramatique | 84 minutes  |       |
| 2013  | Pokou, princesse ashanti                | Abel Kouamé (alias Kan Souffle)    | animation, comédie dramatique | 65 minutes  |       |
| 2014  | Run                                     | Philippe Lacôte                    | drame                         | 102 minutes |       |
| 2014  | Braquage à l'africaine                  |                                    |                               |             |       |
| 2014  | Soundjata Kéïta , le réveil du roi Lion |                                    |                               |             |       |
| 2015  | Wê, l'histoire du masque mendiant       | Abel Kouamé                        | Long métrage d’animation      | 65 minutes  |       |
| 2016  | Bienvenue au Gondwana                   | Mamane                             | comédie satirique             | 100 minutes |       |

## 2020-29
| Année | Titre                | Réalisateur       | Genre             | Durée      | Notes                                                      |
| ----- | -------------------- | ----------------- | ----------------- | ---------- | ---------------------------------------------------------- |
| 2020  | La Nuit des rois     | Philippe Lacôte   | Drame fantastique | 93 minutes |                                                            |
| 2022  | Je reste Photographe | Ananias Leki Dago | société           | 67 minutes | Documentaire Biopic sur le Photographe ivoirien Paul Kodjo |